# يوم جوف دار
يوم جوف الدار احد ايام العرب في الجاهلية، بين بني نهشل بن دارم من تميم وبين بني شيبان من بكر بن وائل.

## المعركة
اغارت بنو شيبان من بكر بقيادة السليل بن قيس "اخو بسطام" على بنو نهشل بن دارم من تميم، في هجر، فَأَسره قيس بن ضمرة الدارمي، وأَسَر المجشر بن ابي بن ضمرة الدارمي كرشاء ابن المزدلف وهو عمرو بن أبي ربيعة بن ذهل بن شيبان، وانهزمت بنو شيبان.

فقال نهشل بن حري: